# الليبرالية في المملكة المتحدة

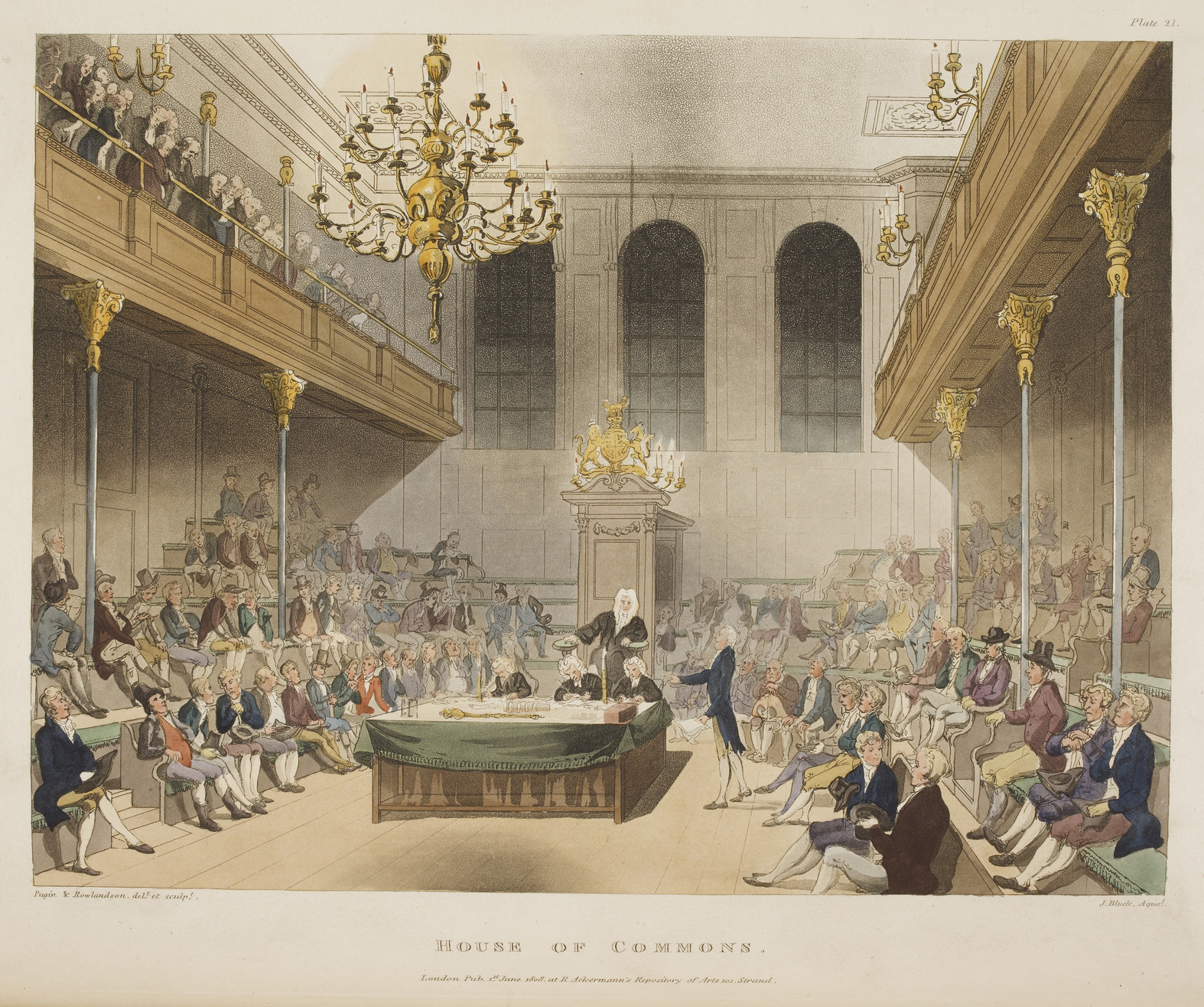

يقدم هذا المقال لمحة عامة عن الليبرالية في المملكة المتحدة. ويقتصر على الأحزاب السياسية الليبرالية التي تحظى بدعم كبير، ويثبت تمثيلها بشكل أساسي في البرلمان.

## الخلفية
في المملكة المتحدة، يمكن أن يكون لكلمة الليبرالية واحد من عدة معانٍ. يستخدم المفكرون المصطلح للإشارة إلى الليبرالية الكلاسيكية؛ ويمكن أن يعني المصطلح أيضًا الليبرالية الاقتصادية أو الليبرالية الاجتماعية أو الليبرالية السياسية؛ ويمكن أن تشير الكلمة ببساطة إلى سياسات الحزب الديمقراطي الليبرالي. يمكن أن يكون لها أحيانًا المعنى الأمريكي المستورد، بما في ذلك الاستخدام المهين من قبل المحافظين (الأمريكيين). ومع ذلك، فإن الدلالة المهينة أضعف بكثير في المملكة المتحدة منها في الولايات المتحدة، ويستمر الليبراليون الاجتماعيون من اليسار واليمين باستخدام الليبرالية وغير الليبرالية لوصف أنفسهم وخصومهم.
من الناحية التاريخية، يشير المصطلح إلى التحالف السياسي الليبرالي الواسع في القرن التاسع عشر، والذي شكله حزب الأحرار، وأنصار روبرت بيل (البيليت)، والراديكاليون. سيطر هذا التحالف، الذي تطور إلى الحزب الليبرالي، على السياسة معظم الحقبة الفيكتورية وخلال السنوات التي سبقت الحرب العالمية الأولى.
تنظم الليبرالية البريطانية الآن بين مدرستين:
1. الليبرالية الاجتماعية للديمقراطيين الليبراليين (العضو منظمة ليبرال إنترناشيونال وحزب حلف الليبراليين والديمقراطيين من أجل أوروبا «إي إل دي أر») ونظيرهم حزب التحالف من أيرلندا الشمالية (العضو منظمة ليبرال إنترناشيونال «إل أي» وحزب حلف الليبراليين والديمقراطيين من أجل أوروبا «إي إل دي أر»).
2. الليبرالية الاقتصادية لحزب المحافظين التي بدأ تبنيها في أواخر سبعينيات القرن العشرين من قبل رئيسة الوزراء السابقة الراحلة مارغريت ثاتشر التي كانت تغييراتها الأساسية في سياسة الحزب سببًا لجعل الحزب يتماشى مع الليبرالية الكلاسيكية مع التزامها بخفض الضرائب وإلغاء القيود الاقتصادية. وصف ديفيد كاميرون في خطابه أمام مؤتمر الحزب عام 2006 الحزب بأنه حزب «محافظ ليبرالي»، وفي خطاب ألقاه في باث يوم الخميس 22 مارس عام 2007، وصف نفسه بأنه «محافظ ليبرالي».[1]

## غلادستون
سيطر وليم إيوارت غلادستون (1809-1898) على الليبرالية وعلى الحزب الليبرالي في أواخر القرن التاسع عشر. وخدم لمدة 12 عامًا كرئيس للوزراء، موزعة على أربع فترات بدأت في عام 1868 وانتهت في عام 1894. وقد شغل منصب وزير الخزانة أربع مرات وكان عادة زعيم الأقلية بين الفترات. يقول المؤرخ إتش سي جي ماثيو إن الإرث الرئيسي لغلادستون يكمن في ثلاث مجالات: سياسته المالية؛ ودعمه للحكم الذاتي (التفويض) الذي عدل وجهة نظر الدولة الموحدة لبريطانيا العظمى؛ وفكرته عن حزب إصلاحي تقدمي ذو قاعدة عريضة وقادر على استيعاب المصالح المختلفة والتوفيق بينها، إلى جانب خطاباته في الاجتماعات العامة الجماهيرية.

يقول المؤرخ والتر ل. أرنستين:
من الجدير بالذكر أن إصلاحات غلادستون كانت كلها تقريبًا ضمن التقاليد الليبرالية في القرن التاسع عشر، لإزالة الحواجز الدينية والاقتصادية والسياسية التي منعت الرجال من مختلف العقائد والطبقات من ممارسة مواهبهم الفردية من أجل تحسين أنفسهم ومجتمعهم. مع اقتراب الربع الثالث من القرن من نهايته، بقيت معاقل الفيكتورية الأساسية راسخة: المحترمية؛ وحكومة من الأرستقراطيين والنبلاء لا تتأثر بتجار الطبقة الوسطى والمصنعين فحسب، بل تتأثر أيضًا بالعاملين الكادحين؛ وازدهار بدا أنه يعتمد إلى حد كبير على مبادئ اقتصاد عدم التدخل؛ وبريطانيا التي حكمت البحار وكان الكثيرون تحت سيادتها وراء تلك البحار.
كتب اللورد أكتون في عام 1880 أنه يعتبر غلادستون واحدًا من «أعظم الليبراليين الثلاثة» (جنبًا إلى جنب مع إدموند بيرك واللورد ماكولي).
في عام 1909، قدم المستشار الليبرالي ديفيد لويد جورج مقترح «ميزانية الشعب»، وهي أول ميزانية تهدف إلى إعادة توزيع الثروة. سخر رجل الدولة الليبرالي اللورد روزبيري (أرشيبالد بريمروز) من ذلك مؤكدًا أن غلادستون سيرفضها، «لأنه في نظره، وفي نظري أيضًا، بصفتي تلميذه المتواضع، كانت الليبرالية والحرية مصطلحات متشابهة؛ كانتا توءمًا».
كتب لويد جورج في عام 1913 أن الليبراليين كانوا «ينحتون الأعمدة القليلة الأخيرة من مقلع غلادستون».
قال لويد جورج عن غلادستون في عام 1915: «يا له من رجل! متفوق على أي شخص آخر رأيته في مجلس العموم. لم أكن أحبه كثيرًا. لقد كره المتمردين والويلزيين المتمردين على وجه الخصوص، ولم يكن يملك أي تعاطف حقيقي مع الطبقات العاملة. لكنه كان أفضل متحدث برلماني سمعته على الإطلاق. لم يكن جيدًا في العرض».
كتب الاقتصادي الليبرالي الكلاسيكي فريدريش هايك في عام 1944 عن التغيير في المواقف السياسية التي حدثت منذ الحرب العظمى: «ربما لا شيء يظهر هذا التغيير بشكل أوضح من ذلك، بينما لا يوجد نقص في التعاطف مع بسمارك في الأدب الإنجليزي المعاصر، نادرًا ما يذكر اسم غلادستون من قبل جيل الشباب دون السخرية من أخلاقه الفيكتورية والطوباوية الساذجة».
في النصف الأخير من القرن العشرين، حظيت سياسات غلادستون الاقتصادية بإعجاب المحافظين الثاتشريين. أعلنت مارغريت ثاتشر في عام 1983: «من واجبنا التأكد من أن كل قرش نجمعه من الضرائب يُنفق بحكمة وبشكل جيد. لأن حزبنا مكرس للإشراف الداخلي الجيد، في الواقع، لن أمانع في المراهنة على ذلك، لو كان السيد غلادستون على قيد الحياة اليوم، لكان يتقدم بطلب للانضمام إلى حزب المحافظين». وفي عام 1996، قالت: «أفضل وصف لنوع المحافظة التي فضلها هو وأنا، هي الليبرالية، بالمعنى القديم. وأعني ليبرالية السيد غلادستون، وليس ليبرالية الجماعيين الحديثة». هذا النوع من الليبرالية في القرن الحادي والعشرين يسمى النيوليبرالية.

كتب أ. ج. ب. تايلور:
كان وليم إيوارت غلادستون أعظم شخصية سياسية في القرن التاسع عشر. لا أقصد بذلك أنه كان بالضرورة أعظم رجل دولة، وبالتأكيد ليس الأكثر نجاحًا. ما أعنيه هو أنه سيطر على المشهد.

## القرن العشرين: الليبرالية الجديدة ودولة الرفاه
بعد خسارة الليبراليين الانتخابات العامة في العام 1895، هزت أزمة سياسية الحزب الليبرالي. حتى ذلك الحين، تمسك الحزب الليبرالي بمبادئ ليبرالية غلادستون، التي تمحورت حول الأسواق الحرة، والضرائب المنخفضة، والاعتماد على الذات، وحرية الاختيار، ولكن بعد عام 1895، طالب العديد من الليبراليين بإصلاح سياسي. كان كل من توماس هيل جرين وهربرت سامويل زعماء للإصلاحيين، وفي معرض تقدمهم في ديسمبر عام 1896، ذكروا أن الليبرالية الكلاسيكية «مستنزفة ومشوشة»، مطالبين بالمزيد من سلطة الدولة. دعت «الليبرالية الجديدة» التي تبناها سامويل إلى توفير معاشات تقاعد لكبار السن، ووجود وكالات توظيف، وتوفير تعويضات للعمال.. كل ذلك يشكل صورة عن الرفاهية الحديثة. من بين المفكرين المهمين بين عامي 1906 و1914 هربرت فيشر، وغيلبرت موراي، وجورج تريفيليان، وإدورين سامويل مونتاجو، وتشارلز ماستيرمان، وألفرد مارشال، وآرثر سيسيل بيغو والشاب جون مينارد كينز. في ذات الوقت، هيمن الاشتراكيون على الجمعية الفابية.
من بين السياسيين البارزين كل من رؤساء الوزراء المستقبليين هنري كامبل-بانيرمان، وونستون تشرتشل، وإتش إتش أسكويث، وديفيد لويد جورج، الذين أبدوا شكوكًا حول سياسات عدم التدخل في الاقتصاد والسوق الحرة. خلال فترة الحكومات الليبرالية التي امتدت بين عامي 1905 و1916، طرحت فكرة دولة الرفاه لتوفير إعالات تساعد ذوي الدخل المنخفض. في عام 1908، أنشئ نظام للمعاشات التقاعدية وآخر لكبار السن الذين تزيد أعمارهم عن 70 سنة؛ وأقرت ضريبة على الدخل، وفي عام 2011، تمت الموافقة على قانون الضمان الاجتماعي. لتمويل إصلاحات الرعاية الاجتماعية الشاملة، اقترح لويد جورج فرض ضرائب على ملكية الأراضي والدخول المرتفعة ضمن مقترح «ميزانية الشعب» (1909)، الذي رفضه مجلس اللوردات الذي يهيمن عليه المحافظون. لم تصل الأزمة الدستورية الناجمة عن ذلك إلى حل إلا بعد إجراء انتخابين في عام 1910 وإقرار قانون البرلمان لعام 1911. أصدرت الميزانية في عام 1910، وساعد قانون التأمين الوطني لعام 1911 وغيره من التدابير على تشكيل دولة الرفاهية الحديثة. شجع لويد جورج على سحب اعتراف الدولة بالكنسية في ويلز، ولكن تعلق تنفيذ المشروع بسبب اندلاع الحرب العالمية الأولى عام 1914. ثار غضب الليبراليين حين استغل المحافظون حصتهم الكبرى في مجلس اللوردات لعرقلة تنفيذ التشريعات الإصلاحية. خسر الليبراليون معظم أعضائهم في مجلس اللوردات، الذين أصبحوا في أواخر القرن التاسع عشر «محافظين في كل شيء ما عدا الاسم». كان بإمكان الحكومة إرغام الملك على خلق أقران ليبراليين جدد، وتبين كون ذلك القرار حاسمًا في المعركة من أجل هيمنة مجلس العموم على مجلس اللوردات في عام 1911.
مع ذلك، أدت الحرب الكبرى في العام 1914 إلى تقليص الدعم الشعبي لليبراليين وانقسام الحزب إلى فصيلين في العام 1918: أنصار أسكويث، وقسائم ائتلاف لويد جورج. في حين أصبح أسكويث زعيمًا للمعارضة، شكل جورج ائتلافًا مع الزعيم المحافظ بونار لو، وظل رئيسا للوزراء متمتعًا بقاعدة محافظة في معظمها. تسبب الصراع الداخلي الليبرالي في انضمام العديد من الناخبين الإصلاحيين والراديكاليين إلى حزب العمال، في حين اتحد المزيد من الليبراليين المحافظين تحت قيادة ستانلي بالدوين. كانت الانتخابات العامة في عام 1924 بمثابة الإشارة إلى نهاية الحزب الليبرالي كقوة حكومية. رغم ذلك، بقيت الليبرالية الجديدة تشكل الإيديولوجية التي اتبعها الحزب الليبرالي، حتى تفككه في عام 1988 مع تشكل حزب الديمقراطيين الليبراليين.

## 1940-1975: إجماع ما بعد الحرب
بدأ الإجماع في مرحلة ما بعد الحرب في ثلاثينيات القرن العشرين حين عمل المفكرون الليبراليون تحت قيادة جون ماينارد كينز وويليام بيفريدج على وضع سلسلة من الخطط بدت جذابة خصوصًا مع الوعود التي قدمتها الحكومة في زمن الحرب في النهوض ببريطانيا وأدركت الحاجة إلى إشراك كل قطاعات المجتمع. كان تقرير بيفيريدج أساس الإجماع الحاصل بعد الحرب. أعد ويليام بيفيريدج ذلك التقرير، وهو الخبير الاقتصادي الليبرالي الذي صاغ في عام 1942 مفهوم دولة الرفاه الأكثر شمولًا في بريطانيا العظمى. هدف التقرير، باختصار، إلى إصلاح واسع النطاق في المملكة المتحدة، وذلك من خلال تحديد «العمالقة الخمسة على طريق إعادة الإعمار»: «الحاجة... المرض، والجهل، والبؤس، والخمول». ذكر التقرير عددًا من التوصيات: تعيين وكيل يراقب جميع خطط التأمين؛ تحصيل دفعات أسبوعية موحدة من جانب العاملين كمساهمة في صندوق التأمين؛ تأمين معاشات الشيخوخة، ومنح الأمومة، ومعاشات للأرامل والمصابين في العمل؛ وإنشاء هيئة خدمات صحية جديدة.
في الفترة بين عامي 1945 و1970 (سنوات الإجماع في الرأي) وصل متوسط نسبة البطالة إلى أقل من 3%. تضمن إجماع ما بعد الحرب تبني النظرية الكينزية في الاقتصاد، وهو اقتصاد مختلط يعتمد على تأميم الصناعات الرئيسية، وإنشاء هيئة الخدمات الصحية الوطنية وتشكيل دولة الرفاهية الحديثة في بريطانيا. وضعت تلك السياسات من قبل جميع الحكومات (من حزب العمال وحزب المحافظين) في فترة ما بعد الحرب. قام الإجماع على تشكيل صورة السياسات البريطانية حتى اندلاع الأزمات الاقتصادية في سبعينيات القرن العشرين (مثل الأزمة المصرفية الثانوية في الفترة بين عامي 1973 و1975) والتي أدت إلى نهاية التوسع الاقتصادي في مرحلة ما بعد الحرب العالمية الثانية (العصر الذهبي للرأسمالية) وصعود المدرسة النقدية في الاقتصاد. إلا أن جذور نظريته الاقتصادية (النظرية الكينزية) نبعت من انتقاد السياسات الاقتصادية للكساد الحاصل في الفترة بين الحربين العالميتين. شجع أسلوب كينز في الاقتصاد على قيام الحكومة بدور أكثر فاعلية من أجل «إدارة الطلب الإجمالي، بحيث يكون هناك توازن بين الطلب والناتج».

## مفكرون ليبراليون
- توماس هوبز (1588–1679)
- جون لوك (1632–1704))
- ديفيد هيوم (1711–1776)
- ريتشارد برايس (1723–1791)
- آدم سميث (1723–1790)
- جوزيف بريستلي (1733–1804)
- توماس بين (1737–1809)
- جيرمي بنثام (1748–1832)
- جيمس مل (1773–1836)
- جون ستيوارت مل (1806–1873)
- هربرت سبنسر (1820–1903)
- تي إتش غرين (1836–1882)
- جون هوبسون (1858-1940)
- ليونارد هوبهاوس (1864–1929)
- جون مينارد كينز (1883–1946)
- فريدريش فون هايك (1899–1992)
- كارل بوبر (1902–1994)
- جون هيكس (1904–1989)
- أشعيا برلين (1909–1997)
- رالف داريندورف (1929–2009)